# Lominchar
Lominchar ist ein Ort und eine zentralspanische Gemeinde (municipio) mit 2.815 Einwohnern (Stand: 2024) in der Provinz Toledo im Norden der Autonomen Gemeinschaft Kastilien-La Mancha. 

## Lage und Klima
Lominchar liegt etwa 42 km (Fahrtstrecke) südsüdwestlich von Madrid und etwa 28 Kilometer nördlich von Toledo in der historischen Provinz La Mancha in einer Höhe von ca. 645 m. 
Das Klima im Winter ist rau, im Sommer dagegen trocken und warm; der spärliche Regen (ca. 447 mm/Jahr) fällt überwiegend in den Wintermonaten.

## Bevölkerungsentwicklung
| Jahr      | 1970 | 1981 | 1991 | 2001 | 2011 | 2021 |
| Einwohner | 906  | 902  | 983  | 1236 | 2321 | 2527 |

Trotz der zunehmenden Mechanisierung der Landwirtschaft und der Aufgabe bäuerlicher Kleinbetriebe ist die Bevölkerung – hauptsächlich durch Zuwanderung – seit den 2000er Jahren deutlich angestiegen.

## Sehenswürdigkeiten
- Stefanskirche (Iglesia de San Esteban Protomartír)

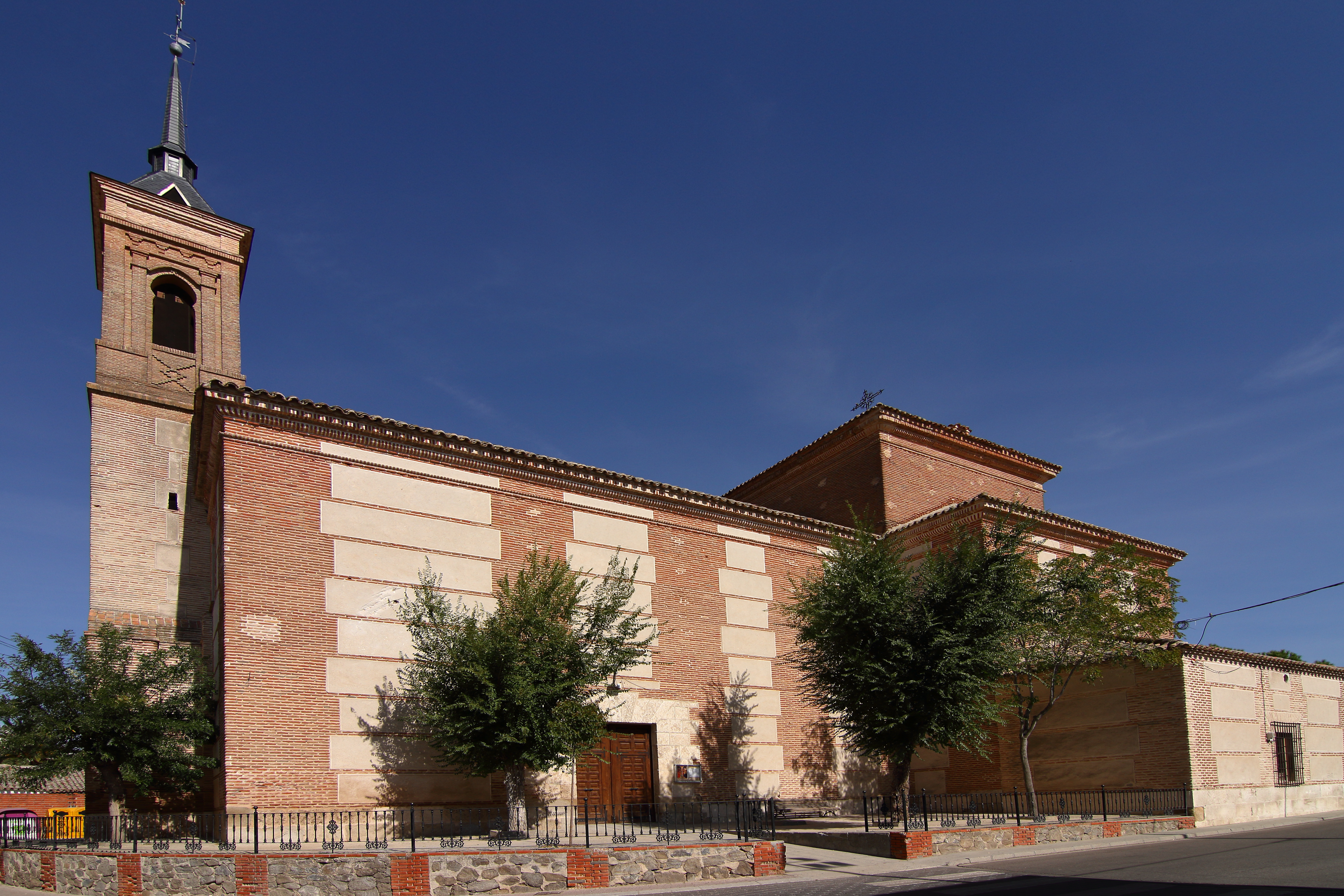
Stefanskirche
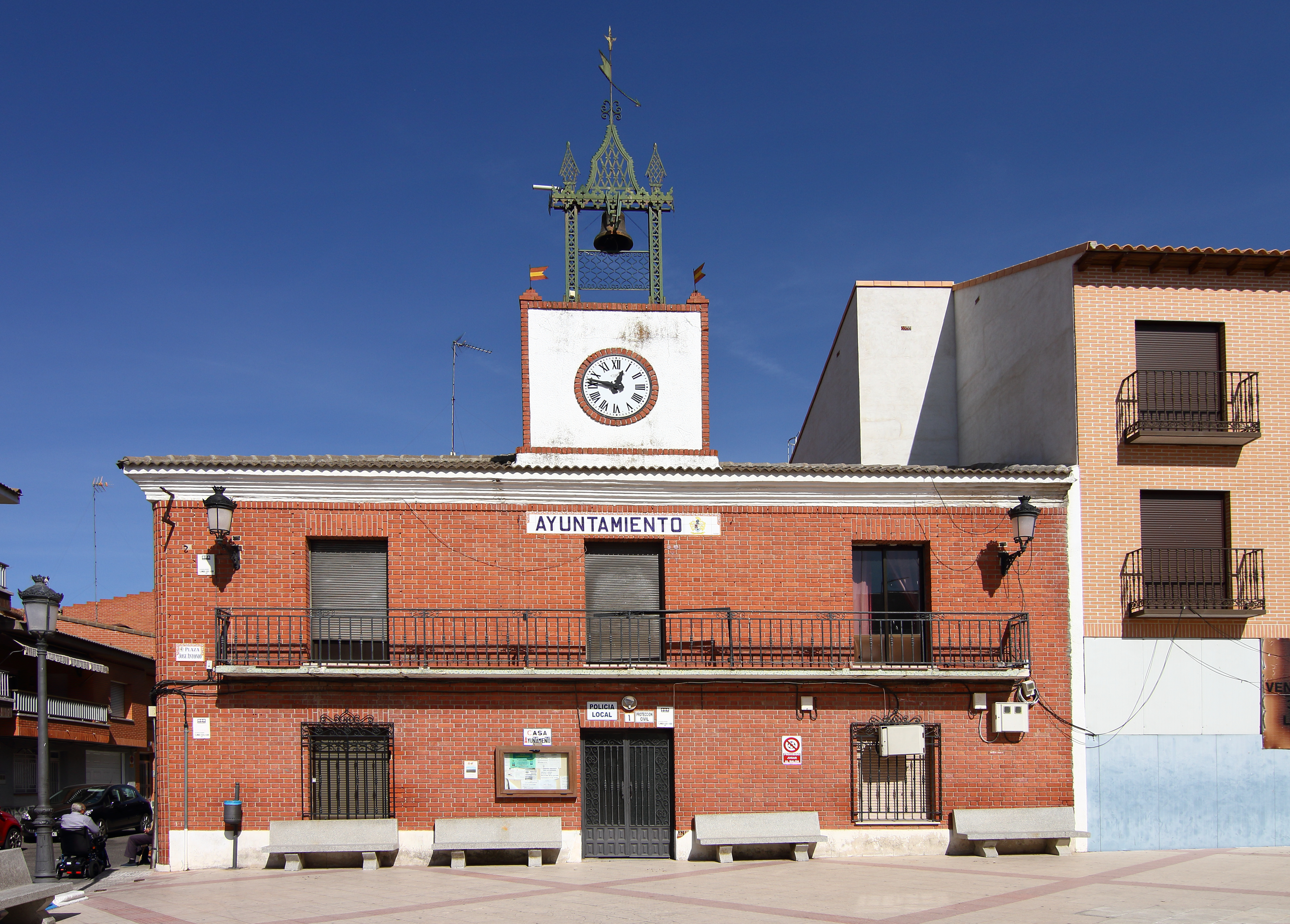
Rathaus